# Hendrika van der Pek
Hendrika Wilhelmina Jacoba van der Pek, mais tarde Hendrika Schaap (9 de janeiro de 1867 – 23 de agosto de 1926) foi uma pintora holandesa. O seu trabalho fez parte do evento de pintura do concurso de arte nos Jogos Olímpicos de Verão de 1932.